# Civil War (hudební skupina)
Civil War je švédská heavymetalová kapela založená v roce 2012 bývalými členy kapely Sabaton. Stejně jako v Sabaton, i zde se členové při psaní textů nechávají inspirovat válkou a historickými bitvami.

## Historie
V dubnu 2012 opustili Oskar Montelius, Rikard Sundén, Daniel Mullback a Daniel Mÿhr kapelu Sabaton a společně s Nilsem Patrikem Johanssonem založili skupinu Civil War. K té se připojil i Stefan Eriksson. V listopadu 2012 vydali přes Despotz Records extended play Civil War.
Rok na to následovalo debutové album The Killer Angels, které se ve Švédsku stalo zlaté (alba se prodalo více než 20 000 kusů). Po vydání alba začali Civil War vystupovat na festivalech po Švédsku a v únoru 2014 se vydali na své první evropské turné. Během něho navštívili i Česko, kde zahráli v pražském klubu Storm. Jako sedmý člen se ke kapele připojil kytarista Petrus Granar.
Kapela poté podepsala smlouvu s vydavatelstvím Napalm Records a začala připravovat druhé studiové album, Gods and Generals, které vydala v květnu 2015. Krátce před vydáním prvního singlu, „Bay of Pigs“, Civil War opustili Oskar Montelius a Stefan Eriksson. Místo hledání náhrady na post baskytaristy se kapela rozhodla pokračovat v pěti členech. 4. listopadu 2016 vyšlo třetí album, které dostalo název The Last Full Measure. Na konci roku 2016 se Johansson rozhodl bez dalších oznámení opustit skupinu. Ostatní členové k tomu prohlásili, že najdou nového zpěváka a všechna ohlášená vystoupení odehrají podle plánu. Jako náhrada byl vybrán americký zpěvák Kelly Sundown.
Na začátku roku 2018 se Civil War zúčastnili jako „speciální host“ evropského turné skupiny Gloryhammer, během něhož odehráli i vystoupení ve Zlíně. Během zbytku roku 2018 skupina plánuje napsat a nahrát nové písně pro připravované album, které by mohlo vyjít do konce téhož roku.

## Sestava

### Současní členové
- Kelly Sundown – zpěv (od 2017)
- Petrus Granar – kytara, doprovodný zpěv (od 2014)
- Daniel Mÿhr – klávesy, doprovodný zpěv (od 2012)
- Daniel Mullback – bicí, doprovodný zpěv (od 2012)

### Bývalí členové
- Oskar Montelius – kytara, doprovodný zpěv (2012–2015)
- Stefan Eriksson – basová kytara (2012–2015)
- Nils Patrik Johansson – zpěv (2012–2016)
- Rikard Sundén - kytara, doprovodný zpěv (2012-2021)
- Thobbe Englund -  kytara (2021-2024)

## Diskografie
- Civil War (EP, 2012)
- The Killer Angels (2013)
- Gods and Generals (2015)
- The Last Full Measure (2016)
- Invaders (2022)